# پایگاه نیروی هوایی پاتریک
پایگاه نیروی هوایی پاتریک (به انگلیسی: Patrick Air Force Base) یک فرودگاه پایگاه نیروی هوایی است. این فرودگاه در کشور ایالات متحده آمریکا قرار دارد.